# Иван Димитров (дипломат)
Вижте пояснителната страница за други личности с името Иван Димитров.
Иван Истилиянов Димитров е български дипломат. Посланик в Дания от 2005 до 2009.
Завършва немската езикова гимназия в София (1965), Софийския университет „Св. Климент Охридски“ (1975) и Дипломатическата академия в Москва (1979).
На дипломатическа служба в МВнР от 1976. Владее немски, английски, руски език.